# آنتوان راب
آنتوان راب (انگلیسی: Antoine Raab; ۱۶ ژوئیهٔ ۱۹۱۳ – ۱۲ دسامبر ۲۰۰۶) بازیکن فوتبال اهل فرانسه بود.
از باشگاه‌هایی که در آن بازی کرده‌است می‌توان به باشگاه فوتبال نانت، باشگاه فوتبال رن، و باشگاه فوتبال آینتراخت فرانکفورت اشاره کرد.